# 刺鳥
《刺鳥》（The Thorn Birds），1977年澳洲作家柯林·馬嘉露（Colleen McCullough）的小說，描述二十世紀初至中期，一片澳洲牧場的一家三代女性各自代代傳承的故事。以第二代女性梅姬‧柯立瑞與教區神父間的禁忌之戀為主軸。

## 主旨
「有一種鳥，會用盡一生的生命，唱出最動人的歌曲。」用來比喻，最美麗動人的事情，其實也只是自作自受而已。

## 故事大綱
故事開場於1915年12月8日，小女孩梅姬·克立瑞（Meggie Cleary）生日，母親送給她一個洋娃娃，梅姬的洋娃娃被她的兩個哥哥傑克和修伊破壞，疼愛她的大哥弗蘭克幫她修理娃娃一景開始。弗蘭克身材矮小，但脾氣火爆、氣力過人，父親派迪替人家剪羊毛為生，兩人素來不合，只怕傷了母親費（Fee Cleary）的心，勉強忍受對方。梅姬十歲時，跟著家人從紐西蘭移民到澳洲，準備繼承姑媽的遺產，來到卓吉達牧場，她認識了愛爾蘭裔的教區神父洛夫·布利卡薩（Father Ralph de Bricassart）。神父也莫名地被這名小他十八歲的女孩吸引，對梅姬備加疼愛，兩人經常形影不離，然而隨著年齡增長，梅姬已出落成亭亭玉立的美麗少女，對這位年輕俊美的神父的熾熱情感日益無法自己；神父亦幾番無法自持，然因神父的身分戒律，兩人都陷於矛盾與煎熬中。
洛夫神父對教會的工作雄心勃勃，最後選擇成為樞機主教的秘書。梅姬後來被送去念寄宿學校。有一次神父告訴梅姬說愛爾蘭賽爾特族有一種鳥，一生都在找尋一棵長滿尖刺的樹，一旦找到這種樹木，即將牠的胸膛往最尖銳的長刺撞去，在臨死前會鳴放出動人天籟，「雖然以生命作為代價，只換得一首清越的歌，然而，整個世界都闃寂聆聽，連神也在天國裡微笑。」不久，梅姬那一樣傾慕神父卻苦於得不到與嫉妒的姑母去世，出於報復，她臨時廢棄了原立的遗嘱，轉而把所有財產留给了神父與羅馬天主教會。神父最終決定接受財產，背棄梅姬，選擇了教會和自己的前程，升任為主教。
梅姬最後嫁給剪毛工人路克·歐尼爾（Luke O'Neill），梅姬和這位情場老手結婚的原因，僅因為他長得神似洛夫神父。兩人婚後離開了卓吉達前往北昆士蘭。路克拿走了梅姬名下的所有錢，夢想買下一塊牧場，他選擇最賺錢的割甘蔗工作，瘋狂地投入工作，把梅姬留在友人家中當女傭，十八個月中只與妻子見過六次面。
路克怕有了小孩要增加經濟負擔，瞞著梅姬採取避孕措施。發現這點後，渴望有個孩子與自己家園的梅姬在友人的點化後成功懷孕，生下一個臉上長滿雀斑的紅髮女孩賈絲汀。但是路克只愛自己的事業，根本不關心梅姬以及他們的女兒。梅姬的雇主兼好友替她安排了珊瑚島上的兩個月假期，並說服她隻身前往。神父前來尋找梅姬，兩個人終於打破神父的禁忌，梅姬懷上神父的兒子戴恩（Dane O'Neill），她把戴恩看成是她與教會爭奪洛夫神父勝利的結果。
懷上神父孩子的梅姬與路克分手後回到卓吉達。戴恩逐漸長大，長相與品德和他的生父如出一轍，甚至青出於藍。梅姬的母親看出戴恩是洛夫的孩子，梅姬終與母親攤牌，說明自己早知疼愛她卻離家出走當拳擊手的大哥弗蘭克，也是母親未婚即與有婦之夫私生的。第二次世界大戰爆發，梅姬的兩個雙胞胎弟弟入伍從軍，洛夫又因功晉升為樞機主教。梅姬把戴恩送到羅馬的神學院，請洛夫妥善照顧，洛夫答應了，卻始終沒看出戴恩是自己的親生骨肉。經過數年，戴恩已正式成為神職人員，在去希臘克里特島度假時，爲了營救兩名落水的德國女遊客而溺死在海裡。洛夫與梅姬前往希臘尋找到戴恩屍身後，兩人一起護送其回到卓吉達的家族墓地。洛夫在主持完戴恩葬禮後，梅姬才告知他戴恩乃他的親生兒子。年老體衰的洛夫驟聞噩耗，喪子之痛使他在數小時也撒手而去，遺囑中吩咐將自己葬在卓吉達。梅姬終於失去了一生中摯愛的兩個男人，卓吉達後繼無人。因賈絲汀如願成了成功的女演員，並在一番波折後，與有權有勢的德國參議員雷納終成眷屬，定居歐洲，卓吉達的光輝年代註定要漸漸消逝。

## 連接
- The Thorn Birds on ABC, 1983, TV Show （页面存档备份，存于）, tvguide.com
- Photos of the first edition of The Thorn Birds （页面存档备份，存于）